# BASIC-256
BASIC-256 — открытая реализация языка программирования Бейсик и одновременно — интегрированная среда разработки для него. Ориентирована на обучение программированию школьников. Имеет встроенный графический режим и русскоязычную документацию.
BASIC-256 является кроссплатформенной программой, имеются версии для Linux, FreeBSD и Windows, готовится версия для Mac OS X.

## История
Разработка BASIC-256 начата в 2006 году под названием kidbasic, начиная с версии 0.8 (9 ноября 2006 года) проект получил своё текущее название.

## Особенности реализации
Метки в BASIC-256 должны начинаться с буквы, поэтому традиционная для Бейсика нумерация строк невозможна. В языке отсутствуют механизмы создания собственных процедур и функций, возможен только переход на метку с помощью gosub с последующим возвратом с помощью return. В этом плане Basic-256 остаётся вполне классическим Бейсиком, со всеми вытекающими из этого недостатками.

## Используемые программные компоненты
Для Linux:
- Qt — для отображения графического интерфейса.
- Flex — генератор лексических анализаторов.
- Bison — генератор синтаксических анализаторов.
- SQLite — реляционная база данных.
- eSpeak (зависимости: PortAudio[англ.], JACK) — синтезатор речи.
- libSDL_mixer — библиотеки работы со звуком для Simple DirectMedia Layer[6].